# Павло III (патріарх Константинопольський)
Павло ІІІ або Павло ІІІ Константинопольський — Константинопольський Вселенський патріарх з 687 по 693 роки. Православний святий.
Павло ІІІ скликав та головував на Вселенському Трульському соборі, який відбувся у Константинополі в 692 р. Під час його патріархату був відкритий в Афінах Парфенон, як храм Святої Софії.
Вселенська Православна церква проголосила його святим, і його пам'ять відзначається 30 серпня (з XXI століття 2 вересня).